# Giải bóng đá nữ quốc tế Than Khoáng sản Việt Nam 2007
Giải bóng đá nữ quốc tế KTV-Báo Thể thao Việt Nam 2007 diễn ra từ ngày 26 tháng 10 đến ngày 5 tháng 11 năm 2007 do Báo Thể thao Việt Nam, Tập đoàn Công nghiệp Than Khoáng sản Việt Nam (TKV) và Liên đoàn bóng đá Việt Nam (VFF) phối hợp tổ chức.

## Địa điểm thi đấu
Tất cả các trận đấu diễn ra ở hai sân vận động ở Thị xã Cẩm Phả,tỉnh Quảng Ninh, Việt Nam:
- Sân vận động Cửa Ông
- Sân vận động Cẩm Phả

## Thành phần tham dự
- Việt Nam
- Lào
- Đài Bắc Trung Hoa
- TKSVN
- Sơn Đông

## Cơ cấu giải thưởng
- Đội vô địch: Cúp, cờ, HCV, 60 triệu đồng.
- Đội á quân:Cờ, HCB, 40 triệu đồng.
- Đội thứ ba:Cờ, HCĐ, 20 triệu đồng.
- Giải phong cách: Cờ, 10 triệu đồng.
- Giải cầu thủ xuất sắc nhất: 5 triệu đồng.
- Giải thủ môn xuất sắc nhất: 5 triệu đồng.
- Giải cầu thủ ghi nhiều bàn thắng nhất: 5 triệu đồng.
- Hoa khôi: 5 triệu đồng.

## Vòng bảng
Năm đội thi đấu vòng tròn tính điểm, hai đội đứng đầu sẽ tham gia trận chung kết.
| Đội               | Điểm | Trận | Thắng | Hoà | Thua | Bàn Thắng | Bàn Thua |
| ----------------- | ---- | ---- | ----- | --- | ---- | --------- | -------- |
| Sơn Đông          | 10   | 4    | 3     | 1   | 0    | 15        | 1        |
| Việt Nam          | 7    | 4    | 2     | 1   | 1    | 16        | 2        |
| TKSVN             | 5    | 4    | 1     | 2   | 1    | 7         | 3        |
| Đài Bắc Trung Hoa | 5    | 4    | 1     | 2   | 1    | 7         | 7        |
| Lào               | 0    | 4    | 0     | 0   | 4    | 0         | 32       |

|  | v |  |
|  | - |  |
|  |   |  |

|  | v |  |
|  | - |  |
|  |   |  |

|  | v |  |
|  | - |  |
|  |   |  |

|  | v |  |
|  | - |  |
|  |   |  |

|  | v |  |
|  | - |  |
|  |   |  |

|  | v |  |
|  | - |  |
|  |   |  |

|  | v |  |
|  | - |  |
|  |   |  |

|  | v |  |
|  | - |  |
|  |   |  |

|  | v |  |
|  | - |  |
|  |   |  |

|  | v |  |
|  | - |  |
|  |   |  |

## Trận chung kết
|  | v |  |
|  | - |  |
|  |   |  |

## Kết quả chung cuộc
- Đội vô địch:  Việt Nam
- Đội á quân: Sơn Đông
- Đội hạng ba: TKSVN
- Giải phong cách: Đài Bắc Trung Hoa
- Cầu thủ ghi nhiều bàn thắng nhất: Bùi Thị Tuyết Mai (6 bàn)
- Thủ môn xuất sắc nhất: Nguyễn Thanh Hảo (TKSVN)
- Cầu thủ xuất sắc nhất: Lui Chunhui (Sơn Đông)
- Hoa khôi: Yu Hsiu Chin